# Соник 2 в кино
«Со́ник 2 в кино́» (англ. Sonic the Hedgehog 2) — американский художественный комедийный приключенческий анимационно-игровой фильм, основанный на серии видеоигр от компании Sega. Продолжение фильма «Соник в кино» (2020). Режиссёром фильма выступил Джефф Фаулер, а сценаристами Патрик Кейси, Джош Миллер и Джон Уиттингтон. Главные роли исполняют Бен Шварц, Джеймс Марсден, Тика Самптер, Наташа Ротвелл, Адам Палли, Шемар Мур, Коллин О’Шонесси, Ли Мадждуб, Идрис Эльба и Джим Керри. Фильм рассказывает о Сонике и Тейлзе, которые пытаются отыскать Мастер Изумруд, прежде чем это сделают доктор Эггман и Наклз.
Фильм «Соник 2 в кино» вышел в кинотеатральный прокат 30 марта 2022 года, а в США был выпущен 8 апреля компаниями Paramount Pictures и Sega. Как и предшественник, он получил смешанные отзывы от рецензентов, которые похвалили сцены действия, игру актёров и юмор, однако раскритиковали хронометраж, сценарий и спешное повествование. Тем не менее, многие критики сочли его заметным улучшением по сравнению с первой частью. Фильм собрал по всему миру $401 млн, став самым кассовым фильмом по видеоиграм в США и 4-м самым кассовым фильмом по видеоиграм в истории. Сиквел, «Соник 3 в кино», вышел 20 декабря 2024 года, а дополнительный мини-сериал, посвященный Наклзу, вышел на Paramount+ 26 апреля 2024 года.

## Сюжет
Доктор Роботник, будучи на планете Грибов, мастерит ловушку для ехидн. С помощью иглы ежа Соника Роботник вызывает крупный электромагнитный импульс, чем привлекает внимание воинов ехидн. Появляются воины и попадают в ловушки Роботника, после чего последний пытается сбежать через открытый портал, но натыкается на красную ехидну Наклза. Роботник заключает с Наклзом договор, по которому Наклз спасёт Роботника, и в обмен на это последний выдаст местонахождение Соника.
Тем временем на Земле Соник пытается помочь обществу в качестве мстителя, но безуспешно. Его друг Том Ваковски советует Сонику набраться терпения и ждать того дня, когда его силы понадобятся миру. Когда Том отправляется со своей женой Мэдди на свадьбу Рейчел на Гавайи, Соник вновь встречает Роботника в сопровождении Наклза, который нападает на него и требует назвать местонахождение легендарного Мастер Изумруда, упоминание о котором заинтересовывает Роботника. Внезапно Наклза сбивает на полицейской машине двухвостый лисёнок, который может использовать свои хвосты для полёта, и забирает Соника. Лисёнок, представившийся Майлзом, рассказывает, что наблюдал за Соником с помощью самостоятельно изобретённых гаджетов с тех пор, как ёж произвёл на Земле электромагнитный импульс, и стал свидетелем его храбрости в битве с Роботником. Впечатлённый его гениальностью, Соник, давший лисёнку кличку Тейлз, убеждает его помочь ему добраться до Мастер Изумруда первым, в то время как Роботник помогает Наклзу выполнить ту же задачу и воссоединяется с агентом Стоуном.
Соник и Тейлз, используя старую карту с секретным посланием совы Длинный Коготь, определяют местонахождение изумруда в Сибири, где находят компас и старый храм, но Роботник и Наклз нападают на них, во время чего Соник узнаёт, что Наклз — единственный выживший из племени ехидн, которое погибло вместе с Совами, и намеревается убить его в отместку. В результате сражения Тейлз теряет сознание, и Соник сбегает с храма, съезжая с горы на детали от машин Роботника. Наклз отправляется за ними в погоню, и с помощью Тома Соник и Тейлз сбегают через портал в Гавайи. Соник сообщает Тому о возвращении Роботника и знакомит его с Тейлзом. Внезапно оказывается, что все участники свадьбы являются секретными агентами, работающими на организацию «Герои на охране Нации» (ГОН), и захватывают Соника, Тейлза и Тома, но их вскоре спасают Мэдди и Рейчел, используя гаджеты Тейлза. Роботник и Наклз находят подводный храм, в котором находится Мастер Изумруд. Храм пробуждается, предупреждая Соника и ГОН об угрозе Роботника. Соник отправляется в храм один и пока Соник сражается с Наклзом, Роботник предаёт Наклза и крадёт изумруд, оставляя Соника и Наклза в разрушающемся храме. Однако Соник спасает Наклза, и в благодарность, Наклз спасает самого Соника и выбирается с ним из храма. Они заключают мир и соглашаются работать вместе, чтобы победить Роботника, пока Тейлз спасает их на биплане.
В Грин-Хиллз Роботник, усиленный Мастер Изумрудом, уничтожает технику ГОН и создает из неё гигантскую меха-версию самого себя. Соник, Тейлз и Наклз вместе побеждают его и возвращают себе Мастер Изумруд. Том и Мэдди спасают Соника, но Роботник, используя резервную энергию меха, уничтожает машину и пытается раздавить их. Мастер Изумруд оказывается уничтожен, и Соник использует Изумруды Хаоса, ранее содержащиеся в Мастер Изумруде, и превращается в золотого Супер Соника, спасая Тома и Мэдди. С помощью своей новой силы Супер Соник уничтожает меха-версию Роботника, в результате чего последний падает из неё. Соник отказывается от сил Изумруда и отдает его осколки Наклзу, после чего тот восстанавливает Мастер Изумруд. Поскольку совы и ехидны вымерли, Соник, Тейлз и Наклз решают хранить Мастер Изумруд в холодильнике, пока живут у Ваковски.
В сцене между титрами ГОН безуспешно пытаются найти тело Роботника на месте катастрофы и случайно натыкаются на спрятанный файл 50-летней давности под названием «Проект „Тень“» (известна по имени как Ёж Шэдоу), в то время как в другом месте открывается капсула, содержащая чёрно-красного ежа.

## В ролях
- Бен Шварц — Соник[11], антропоморфный синий ёж, который может бегать со сверхзвуковой скоростью. Он желает использовать свои способности, чтобы бороться за справедливость, однако он слишком беспечен. Когда доктор Роботник возвращается на Землю и отправляется на поиски могущественного Мастер Изумруда, Соник пытается остановить его вместе со своим новым другом Тейлзом.
- Коллин О’Шонесси — Майлз «Тейлз» Прауэр[11][12], антропоморфный жёлтый лис, который может летать на своих двух хвостах и быстро становится лучшим другом Соника. На своей родной планете Тейлз подвергался унижениям из-за своего лишнего хвоста и чувствовал себя одиноким, однако, вдохновившись храбростью Соника в битве с Роботником, он решает объединиться с ежом, спасая его от Наклза. О’Шонесси — единственная актриса из игр «Sonic the Hedgehog», которая повторила свою роль в фильме.
- Идрис Эльба — Ехидна Наклз[13], антропоморфная красная ехидна, обладающая сверхсилой, объединившаяся с доктором Роботником, чтобы найти Мастер Изумруд и победить Соника. Он — последний выживший член племени ехидн, истреблённого совами. Готовясь к роли, Эльба изучал предысторию и личность персонажа[14]. Режиссёр Джефф Фаулер стремился к тому, чтобы образ Наклза из фильма напоминал его при первых появлениях персонажа, и сказал: «весь смысл его жизни — это честь и воинский долг», описывая его как «силу природы»[14].
- Джим Керри — Доктор Айво «Эггман» Роботник[15], безумный учёный и заклятый враг Соника. После побега с грибной планеты Роботник объединяется с Наклзом, чтобы отомстить Сонику и отыскать Мастер Изумруд. Главный антагонист фильма.
- Джеймс Марсден — Том Ваковски[11], шериф Грин-Хиллз, Монтана и приёмный отец Соника. Он вместе с женой отправляется на Гавайи, чтобы отметить свадьбу Рэйчел, оставляя Соника за главного.
- Тика Самптер — Мэдди Ваковски[11], жена Тома, ветеринар из Грин-Хиллз и приёмная мать Соника. Она отправляется на Гавайи вместе с Томом в честь свадьбы своей сестры.
- Наташа Ротуэлл — Рэйчел[13], старшая сестра Мэдди, которая не любит Тома в связи с событиями предыдущего фильма. Она выходит замуж за Рэндалла, который является секретным агентом организации ГОН (Герои на охране Нации), использующим свадьбу в качестве прикрытия.
- Шемар Мур — Рэндалл Хэндел[16], жених Рэйчел и агент ГОН под прикрытием.
- Ли Мадждуб[англ.] — Стоун[17], бывший правительственный агент и помощник Роботника.
- Адам Палли — Уэйд Уиппл[11], помощник шерифа Грин-Хиллз и друг Тома. Он замещает Тома на должности шерифа, пока тот в отъезде.
- Том Батлер — командир Уолтерс[18], бывший заместитель председателя, основатель и лидер ГОН.
- Донна Джей Фалкс — Длинный Коготь, антропоморфная сова, бывший опекун Соника, которая появляется во флешбэках и в сообщении из карты Соника.
- Мелоди Носифо Ниманн — Джоджо, дочь Рэйчел и племянница Тома и Мэдди.

## Производство

### Разработка
В феврале 2020 года режиссёр Джефф Фаулер сообщил, что запланировано возможное продолжение фильма «Соник в кино», в котором будет больше элементов из видеоигр. В марте 2020 года исполнитель одной из главных ролей Джеймс Марсден подтвердил, что подписал договор на съёмки в нескольких сиквелах, заявив: «Я полагаю, я не знаю, должен ли я говорить столько, сколько они хотят сделать. Да, это мой несколько расплывчатый ответ».
В апреле 2020 года Марсден выразил интерес к продолжению с участием Тейлза и дополнительных персонажей из игр, в то время как Фаулер выразил заинтересованность в том, чтобы показать дружбу Соника и Тейлза из игр и дальнейшее развитие доктора Роботника. Позже в том же месяце исполнитель роли Соника Бен Шварц сказал, что отсутствие анонса сиквела связано пандемией COVID-19. Сценарист Пэт Кейси сообщил, что велись разговоры о сиквеле с большим количеством элементов из игр, но он ещё не был одобрен. Он проявил интерес к общей вселенной с персонажами Sega и Nintendo, но посчитал это «маловероятным».
О съёмках второй части фильма было объявлено 28 мая 2020 года. При этом было подтверждено, что Джефф Фаулер останется в качестве режиссёра, Патрик Кейси и Джош Миллер — в качестве сценаристов, Тим Миллер, Хадзиме Сатоми и Харуки Сатоми — в качестве исполнительных продюсеров, а Нил Х. Мортис, Тоби Ашер и Тору Накахара — в качестве продюсеров. Выпуск сиквела запланирован на 8 апреля 2022 года.
8 декабря 2020 года было подтверждено, что художник Тайсон Хессе повторит свою роль в сиквеле с бывшим художником по раскадровке «Звёздного пути: Нижние палубы», «Рика и Морти» и «Утиных историй» Филлом Марком, сказав следующее: «Я завершил работу над вторым сезоном „Звёздного пути“ на прошлой неделе. Excited 2 объявляет, что я работаю над „Соником в кино 2“ вместе с Джеффом Фаулером и Тайсоном Хессе в Blur Studio. Мой первый Live-Action фильм состоится в 2022 году». Немного позже Марк удалил свой пост из Твиттера, но его пост из Instagram остался нетронутым. Это будет первый живой проект Марка.
Согласно информации с сайта The Illuminerdi, в фильме появится ехидна Наклз, который будет играть важную роль в сюжете и будет соответствовать своему традиционному образу (включая способность лазать по стенам), а также появится новый персонаж по имени Рэндалл.

### Актёрский состав
В январе 2020 года Джим Керри выразил желание сыграть главную роль в продолжении, чувствуя, что роль его персонажа, злодея Доктора Роботника, может быть расширена в продолжении: «Я был бы не против сняться ещё один раз, потому что это было очень весело, прежде всего, и настоящий вызов — попытаться убедить людей в том, что у меня трёхзначный IQ. … Здесь так много места, знаете ли, Роботник ещё не достиг своего апофеоза». В марте звезда «Соника в кино» Джеймс Марсден подтвердил, что подписал контракт на несколько продолжений.
В январе 2021 года Тика Самптер объявила, что снова сыграет роль Мэдди. В марте было объявлено, что Бен Шварц и Джим Керри повторно сыграют свои роли Соника и Роботника соответственно. В апреле было подтверждено, что Джеймс Марсден вернётся в качестве Тома Ваковски. В июне было объявлено, что Шемар Мур присоединился к актёрскому составу в неизвестной роли. 10 августа 2021 года стало известно, что Идрис Эльба озвучит ехидну Наклза. Изначально студия рассматривала на эту роль Джейсона Момоа. В том же месяце было подтверждено, что Наташа Ротвелл вернётся к роли Рэйчел. 29 сентября 2021 года Ли Мадждуб объявил о своём возвращении к роли Стоуна. 7 декабря 2021 года Коллин О’Шонесси заявила о том, что собирается озвучить Тейлза. 23 января 2022 года стало известно, что Том Батлер повторит роль Уолтерса.

### Съёмки
Производство сиквела стартовало в марте 2021 года, а съёмки фильма прошли с марта по май 2021 года в канадской провинции Британская Колумбия под рабочим названием «Изумрудный Холм» (англ. Emerald Hill), название является отсылкой к названию первого уровня в игре Sonic the Hedgehog 2.
Съёмочный период начался 15 марта 2021 года, Брэндон Трост работал оператором, а завершились съёмки в Ванкувере 12 мая 2021 года. Съёмки завершились на Гавайях 25 июня 2021 года.

### Визуальные эффекты и анимация
Визуальные эффекты и анимация для «Соника 2 в кино» созданы студией Moving Picture Company, работавшей над графикой первого фильма. 10 августа 2021 года было объявлено, что Джон Уиттингтон выступил соавтором сценария.

## Музыка
8 декабря 2021 года Том Холкенборг, написавший композиции для первого фильма, был привлечён к работе над сиквелом. Американский певец Кид Кади выпустил сингл «Stars in the Sky» в поддержку фильма. Альбом с саундтреком был выпущен лейблом Paramount Records 8 апреля.

## Маркетинг
Тизер-постер был представлен 7 декабря 2021 года. На следующий день на премии «The Game Awards 2021» был показан первый трейлер. В трейлере звучит отреставрированная версия композиции «Emerald Hill Zone» из Sonic the Hedgehog 2, написанной Масато Накамурой. Реакция фанатов была крайне положительной, особой похвалы удостоилась озвучка Наклза от Идриса Эльбы. Обозреватели заметили отличие от реакции пользователей на трейлер первого фильма, выпущенный 30 апреля 2019 года.
На неделе перед Супербоулом Paramount выпустили четыре ТВ-ролика, в которых были представлены новые кадры из фильма и робот «Яйцо смерти». Специальный ТВ-ролик был показан во время Супербоула LVI 13 февраля 2022 года. На постере для кинотеатрального релиза отсутствовало имя О’Шонесси, что вызвало отрицательную реакцию пользователей. Вскоре был опубликован международный постер, на котором присутствовало её имя, а также имя Самптер. Второй и финальный трейлер был выпущен 14 марта. Также был опубликован новый постер, отсылающий к обложке американского издания игры «Sonic the Hedgehog 2».

## Выпуск
Мировая премьера «Соник 2 в кино» состоялась 5 апреля 2022 года в театре Regency Village Theater в Лос-Анджелесе. Компания Paramount Pictures выпустила фильм 30 марта 2022 года во Франции и Нидерландах, а 8 апреля — в США.
Российская премьера фильма была запланирована на 31 марта 2022 года, однако за 30 дней до этой даты была перенесена на неопределённый срок в знак протеста против вторжения России на Украину. Но несмотря на это, в ряде стран СНГ фильм вышел в официальном русском дубляже.

### Релиз на носителях
«Соник 2 в кино» был выпущен в цифровом формате, в том числе и на стриминговом сервисе Paramount+, 24 мая 2022 года. В тот же день телеканал Epix добавил фильм в свою библиотеку. Релиз на DVD, Blu-ray и Ultra HD Blu-ray состоялся 9 августа 2022 года. Как и в случае с предыдущим фильмом, издание на носителях содержит эксклюзивный короткометражный фильм «Sonic Drone Home», срежиссированный Дэвидом Нельсоном по сценарию Пэта Кейси и Джоша Миллера и спродюсированный Нилом Морицем, Тоби Ашером, Тору Накахарой и Хитоши Окуно, анимация к нему выполнена компанией Marza Animation Planet.

## Реакция

### Кассовые сборы
По состоянию на 4 июля 2022 года «Соник 2 в кино» собрал $190,9 млн в США и Канаде и $211 млн в других странах, в общей сложности собрав $401,9 млн по всему миру.
В США и Канаде «Соник 2 в кино» вышел в широкий прокат одновременно с фильмами «Скорая» и «Всё везде и сразу». Согласно прогнозам аналитиков, в свой дебютный уик-энд фильм должен был собрать $ 55 млн в 4,232 кинотеатрах. Релиз картины, чьей целевой аудиторией являются люди в возрасте от 16 до 25 лет, совпал с началом весенних каникул в 15 % школ США. Фильм собрал $26,8 млн в свой первый день, включая $6,25 млн, заработанных во время премьерных показов в вечер четверга, повторив результат первого фильма. В дебютные трёхдневные выходные фильм собрал $ 72,1 млн, больше, чем первый фильм ($58 млн), сместив таким образом фильм «Брюс Всемогущий» с поста фильма с участием Джима Керри с самыми высокими сборами в США в первый уик-энд (он собрал $ 68 млн). Также это самый лучший старт для проекта Paramount с 2014 года. В дебютный уик-энд в США и Канаде были проданы шесть миллионов билетов. Таким образом, «Соник 2 в кино» побил рекорд среди адаптаций видеоигр, установленный первым фильмом. Также это лучший старт для детского фильма в период пандемии, седьмой лучший дебют для апрельского релиза, второй лучший старт в начале 2022 года, и пятый лучший дебют с 2020 года. Во второй уик-энд фильм собрал $29,3 млн, уступив лишь картине «Фантастические твари: Тайны Дамблдора». Фильм вновь возглавил прокат после того, как собрал $4,5 млн в Светлый понедельник. В третий уик-энд «Соник 2 в кино» стал самым кассовым фильмом по видеоиграм в Северной Америке, сместив с этого поста первую часть. Фильм оставался в ТОП-10 бокс-офиса США до своего двенадцатого уик-энда, когда сместился на четырнадцатое место.
За пределами Северной Америки фильм был выпущен в 31 стране и собрал $26,1 млн в свой первый уик-энд, побив таким образом местные рекорды первого фильма. Во Франции фильм собрал $ 1,2 млн в первый день. В пятый уик-энд мировые кассовые сборы достигли отметки в $ 300 млн, а в тринадцатый был преодолён порог в $ 400 млн.

### Отзывы критиков
На сайте-агрегаторе Rotten Tomatoes «Соник 2 в кино» имеет рейтинг 69 % на основе 167 отзывов со средним баллом 6 / 10. Консенсус сайта гласит: «Он не так хорош, как лучшие игры про синего ежа, но если вам понравился первый фильм, „Соник 2 в кино“ покажется вам весьма приемлемым продолжением». На сайте Metacritic ленте присвоены 47 баллов из 100 возможных на основе 33 рецензий, что соответствует статусу «смешанные или средние отзывы». На сайте CinemaScore фильм имеет зрительский балл «A» по шкале от «A+» до «F» (аналогично первому фильму), а на PostTrak положительные отзывы составляют 87 %, 74 из которых заявили, что определённо рекомендуют фильм к просмотру.

## Сиквелы
В феврале 2022 года Paramount Pictures и Sega объявили о том, что в разработке находятся третий фильм серии и спин-офф в виде телесериала о Наклзе. В сериале, как и в фильме, персонажа озвучит Идрис Эльба, премьера состоится в 2023 году на Paramount+. Третий фильм позаимствует элементы из игр «Sonic Adventure 2» и «Shadow the Hedgehog».
В апреле 2022 года, после заявления Джима Керри о скором завершении актёрской карьеры, продюсеры Нил Мориц и Тоби Ашер подтвердили, что в продолжениях другого актёра на роль доктора Роботника выбирать не станут. Тем не менее они надеются на появление сценария, который убедит Керри вернуться к роли.
8 августа 2022 года было объявлено, что третий фильм серии выйдет в прокат 20 декабря 2024 года.
Съёмки фильма «Соник 3 в кино» начнутся 31 августа 2023 года в Лондоне.

## Комментарии
1. ↑  Дословный перевод оригинального названия (англ. Sonic the Hedgehog 2) — «Ёжик Со́ник 2», однако в российском прокате фильм должен был выйти под названием «Со́ник 2 в кино́». В Японии фильм вышел под названием Sonic the Movie / Sonic VS Knuckles (яп. ソニック・ザ・ムービー／ソニック VS ナックルズ Соникку дза Му:би: / Соникку VS Наккурудзу, «Соник: Фильм» / «Соник против Наклза»)[6]
2. ↑  Игра Sonic the Hedgehog была разработана Sonic Team, выпущена Sega, срежиссирована и спрограммирована Юдзи Накой с дизайном Хирокадзу Ясухары и иллюстрациями Наото Осимы[7][8]